# Марш на защитниците на Москва
Маршът на защитниците на Москва (на руски: Марш защитников Москвы) е руски военен марш от Втората световна война.

## Създаване
В началото на октомври 1941 г. частите на Вермахта стремително се насочват към подстъпите на Москва. Започва битката при Москва.
Събитието отеква дълбоко в чувствата на руснаците и по неговото въздействие писателят Алексей Сурков написва стихотворението „Защитниците на Москва“. Публикувано е през ноември от вестника на Западния фронт „Красноармейская правда“ и вестник „Вечерняя Москва“.
По време на отбраната на Волоколамск и Можайск в киножурнала „На защиту родной Москвы“ прозвучава песен по стихотворението на Алексей Сурков. Музиката е на композитора Борис Мокроусов.
В края на декември е разпространен документалният филм „Разгром немецких войск под Москвой“. В него изцяло прозвучава новият марш, наименуван „Марш на защитниците на Москва“ в изпълнение на духов оркестър и хор.

## Популярност
Маршът влиза в репертоара на военните оркестри. Редовно се излъчва по радио „Москва“. С него е озвучен филмът „В 6 часа вечерта след войната“.
Изпълнява се на ежегодния парад на победата на СССР над Третия райх и парадите на Въоръжените сили на Руската федерация. Обикновено следва марша „Прощаването на славянката“.

## Текст
Марш на защитниците на Москва
В атаку стальными рядами
Мы поступью твёрдой идём.
Родная столица за нами,
За нами родимый наш дом.
Припев:
Мы не дрогнем в бою
За столицу свою,
Нам родная Москва дорога.
Нерушимой стеной,
Обороной стальной
Разгромим, уничтожим врага.
Нерушимой стеной,
Обороной стальной
Разгромим, уничтожим врага.
На марше равняются взводы,
Гудит под ногами земля,
За нами родные заводы
И красные звёзды Кремля.
Припев
Для счастья своими руками
Мы строили город родной.
За каждый расколотый камень
Отплатим мы страшной ценой.
Припев
Не смять богатырскую силу,
Могуч наш заслон огневой,
Мы вырыли немцу могилу
В туманных полях под Москвой.
Припев
Текст – Алексей Сурков, композитор – Борис Мокроусов